# 이채윤 (가수)
채윤(본명: 이슬, 1985년 4월 23일 ~ )은 대한민국의 가수이다.

## 경력
- 2010년 KBC 광주방송(SBS 가맹) 전국 TOP10 가요쇼 VJ

## 앨범
- 2009년 1집 이나영
- 2019년 삼삼하게
- 2021년 으랏차차 내 인생(With. 송준근)

## 데뷔
- 2009년 1집 앨범 [이나영]

## 방송
- 2009년 SBS 《도전 1000곡》
- 2010년 OBS경인TV 《토크 인 가요》
- 2011년 OGN 《켠김에 왕까지》
- 2019년 TV조선 《내일은 미스트롯》
- 2023년 KBS 1TV 《열린 음악회》 1452회(2023.11.5)
- 2023년 KBS 1TV 《가요무대》 1822회(2023.11.6)